# Puits de la Bossée
Le puits de la Bossée est une cavité de la commune de Saint-Pierre-de-Maillé, département de la Vienne.

## Spéléométrie
La dénivellation de la cavité est de 17 m pour un développement de 260 m.

## Géologie
La cavité s'ouvre dans les calcaires oolithiques à coraux du Bathonien supérieur (Jurassique).

## Description
Un puits de 3 m de profondeur débouche dans une grande salle souvent occupée par une colonie de chauves-souris. Un passage étroit désobstrué livre accès à une salle qui contenait des restes archéologiques (céramiques). A l'est, une galerie mène à la salle du Cervin où s'élevaient des cônes de guano, aujourd'hui disparus sous le piétinement. Dans la salle des céramiques, on trouve au nord une galerie qui conduit au « réseau du CO2 » souvent gazé. Une chatière permet d'accéder au point bas de la cavité constitué par la salle dite du Bateau.

## Historique
Le cavité est connue de longue date sous le nom de « puits de la Bossée ». Dans la salle des céramiques, des restes archéologiques d'époque médiévale attestent une incursion ancienne. La cavité a servi de charnier aux habitants comme l'indiquent la présence d'ossements animaux dans les éboulis. Les chauves-souris occupent la salle d'entrée depuis longtemps également, mais n'ont été signalées qu'en 1955.
En 1978, le Pr Claude Lorenz (°1935-†1994) et le boucher de Saint-Pierre-de-Maillé, M. Veral, trouvent une continuation dans la salle d'entrée. En effet, un enfant qui les accompagnait découvre un passage bas masqué par un cône d'éboulis. Ils pénètrent dans une salle et remarquent la présence au sol de tessons de poteries et d'objets en céramique (tomettes) d'âge médiéval probable. La cavité fait alors l'objet d'un relevé, un carroyage est installé. Trois mois plus tard, sans concertation ni information, Joël Roy et Jean-Yves Bigot (Spéléo-Club châtelleraudais), en visite dans la grotte, dégagent la base d'une trémie dans la salle d'entrée. Ils redécouvrent la partie de la grotte en cours d'étude par l'équipe Lorenz, laquelle avait pris soin de reboucher le passage et de laisser un mot dans la salle des céramiques précisant que rien ne devait être déplacé. Un relevé topographique est effectué le 14 janvier 1980 par Pascale Boche, Jean-Yves Bigot et Joël Roy.

## Les chauves-souris
Des baguages réalisés en 1955 par le Centre de recherches par le baguage des populations d'oiseaux (CRBPO) indique que le site est connu des naturalistes. En effet, la grotte reçoit la visite régulière ou occasionnelle de 11 espèces de chauves-souris. En août 2004, un comptage a permis d'estimer la population d'une colonie de Rhinolophe euryale à environ 1 400 individus. Tout un secteur de Mazaire a été classé en ZNIEFF ; l'orifice du puits de la Bossée est ceint d'une clôture et l'accès à la cavité est désormais réglementé.